# جاك كينت
جاك كينت (بالإنجليزية: Jack Kent)‏ هو كاتب للأطفال وكاتب أمريكي، ولد في 10 مارس 1920 في برلنغتون في الولايات المتحدة، وتوفي في 18 أكتوبر 1985.